# Olost
Olost är en ort och kommun i Spanien.   Den ligger i provinsen Província de Barcelona och regionen Katalonien, i den östra delen av landet, 500 km öster om huvudstaden Madrid. Olost ligger 572 meter över havet och antalet invånare är 1 187.
Terrängen runt Olost är kuperad åt nordost, men åt sydväst är den platt. Runt Olost är det ganska glesbefolkat, med 29 invånare per kvadratkilometer. Närmaste större samhälle är Vic, 14,6 km öster om Olost. I omgivningarna runt Olost växer i huvudsak blandskog.